# Receptor ionotrópico

Receptor ionotrópico

El receptor ionotrópico o iGluR es un tipo de receptor de glutamato que regula un canal iónico activado por voltaje, que se ubica principalmente en las sinapsis del sistema nervioso central. Estos receptores están compuestos por un conjunto de cuatro grandes proteínas (con más de 900 aminoácidos cada una) integradas en la membrana celular, que dejan en el centro un poro por el que pueden pasar iones hacia el interior de la célula.

## Clasificación
Los receptores ionotrópicos de glutamato (iGluR) se clasifican en las siguientes subfamilias:
- Receptor NMDA
- Receptor AMPA
- Receptor de kainato

## Estructura

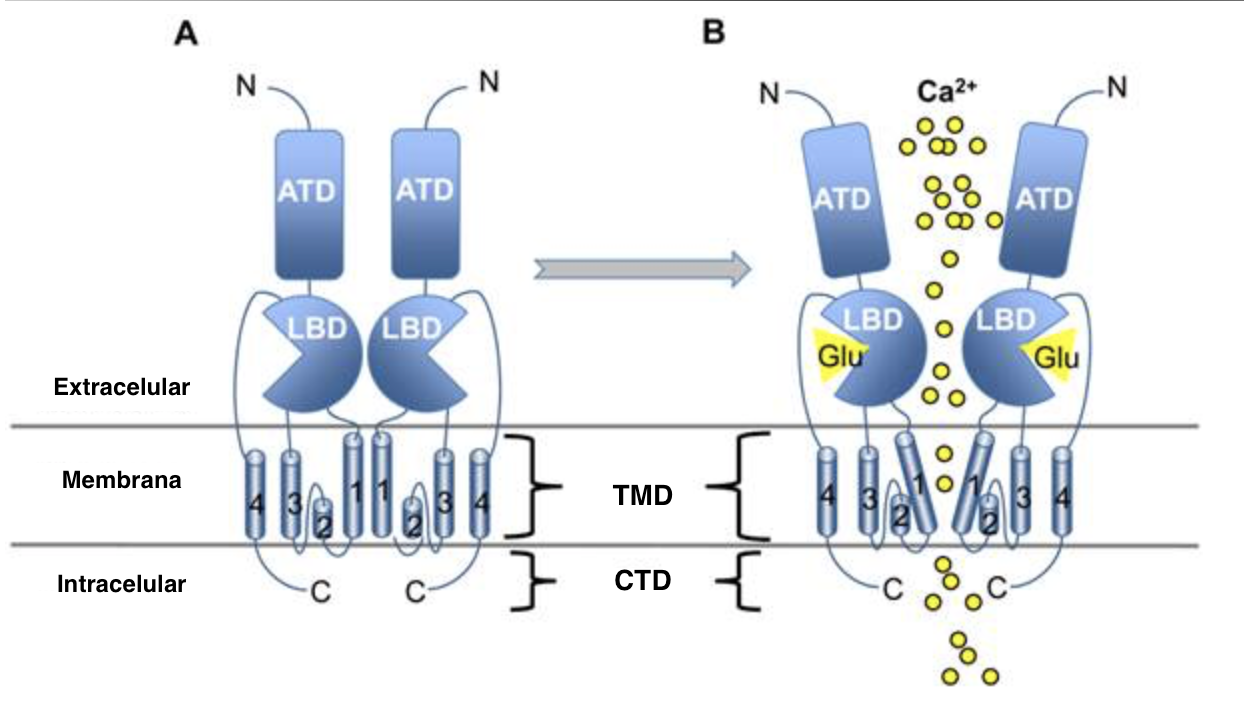
Los cuatro dominios del receptor de glutamato ionotrópico: ATD,LBD, TMD, CTD

Los receptores ionotrópicos de glutamato (iGluR) son tetrámeros, es decir, proteínas compuestas de cuatro subunidades grandes (con más de 900 aminoácidos cada una), que dejan un poro central en la membrana que permite el paso de iones. Cada subunidad es una estructura modular conformada por cuatro dominios: un extremo aminoterminal extracelular (ATD), un ligando extracelular (LBD), una porción transmembrana (TMD) y un extremo carboxiterminal intracelular (CTD).

## Función
La interacción del glutamato u otro agonista con el iGluR, produce un cambio conformacional en el dominio transmembrana del tetrámero (TMD), abriendo un poro por el que ingresa sodio, potasio o calcio al interior de la célula.
Si la cantidad de glutamato presente en la sinapsis logra estimular simultáneamente suficientes iGluR, la elevada concentración de cationes que ingresan a la célula postsináptica genera un potencial de acción, siendo éste el mecanismo de neurotransmisión postsináptico excitatorio más rápido del sistema nervioso central, periférico y la retina. El glutamato acumulado estimula la actividad de los transportadores de glutamato, que se encuentran en la neurona postsináptica y en las células gliales, que se encargan de disminuir su concentración hasta los niveles normales, «reseteando» el proceso.